# Dószodzsin

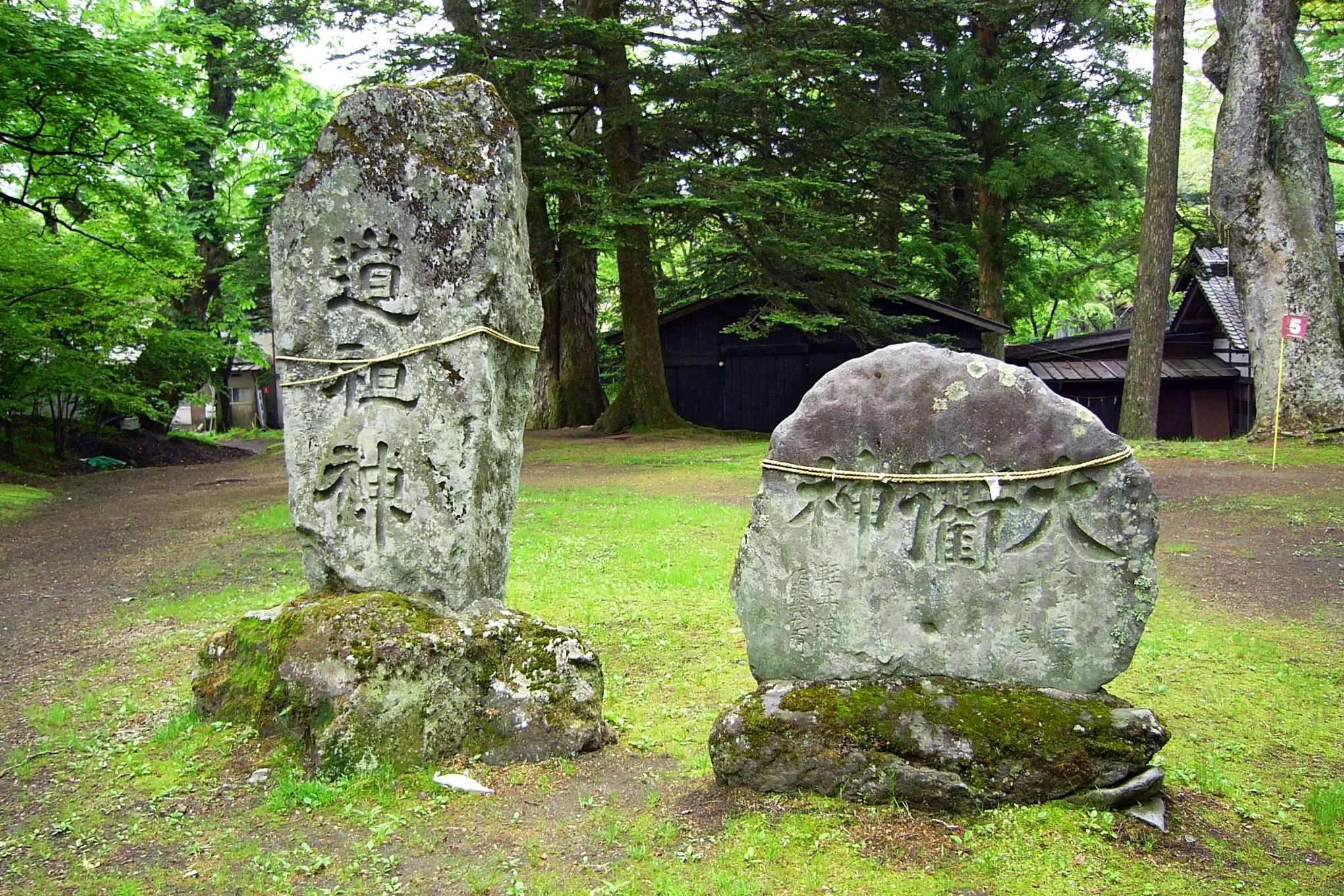

Dószodzsin (道祖神, Hepburn-átírással: Dōsojin) az utak és faluhatárok, de újabban a házasság és a szülés védőistene is a japán sintó mitológiában, a „néphit isteneinek” egyike. Megjelenési formája többnyire faragott és fölirattal vagy ábrázolattal ellátott nagy kődarab, amilyet városokban is gyakran látni utcasarkokon, hídfőknél: óvja a gyalogosokat, és elijeszti a rossz szellemeket. Ünnepe január 14–15., amikor az újévi díszeket ceremoniálisan elégetik, s a gyerekek házról házra járva ajándékot (például mocsit) kunyerálnak „a Dószodzsinnak” (vö. az amerikai Halloween „trick or treat”-je vagy a magyar nagypénteki „csörgetés” utáni ajándékgyűjtés), amit aztán egy e célra emelt kunyhóban szertartásosan megesznek.